# CLASP2
CLASP2‏ (Cytoplasmic linker associated protein 2) هوَ بروتين يُشَفر بواسطة جين CLASP2 في الإنسان.